# دانيال روك
دانيال روك (26 أكتوبر 1981 في المملكة المتحدة - ) (بالإنجليزية: Daniel Rock)‏ هو لاعب كريكت بريطاني. لعب مع Suffolk County Cricket Club ‏.

## وصلات خارجية
- دانيال روك على موقع إي آس بي آن كريك إنفو (الإنجليزية)